# قرى الخريجين (كوم حمادة)
قرية قرى الخريجين هي إحدى القرى التابعة لمركز كوم حمادة في محافظة البحيرة في جمهورية مصر العربية. حسب إحصاءات سنة 2006، بلغ إجمالي السكان في قرى الخريجين 9309 نسمة، منهم 5066 رجل و4243 امرأة.